# Herrschaft Bocksberg
Die Herrschaft Bocksberg, benannt nach der Burg Bocksberg im heutigen Landkreis Dillingen an der Donau in Bayern, war eine Herrschaft im Heiligen Römischen Reich.

## Geschichte

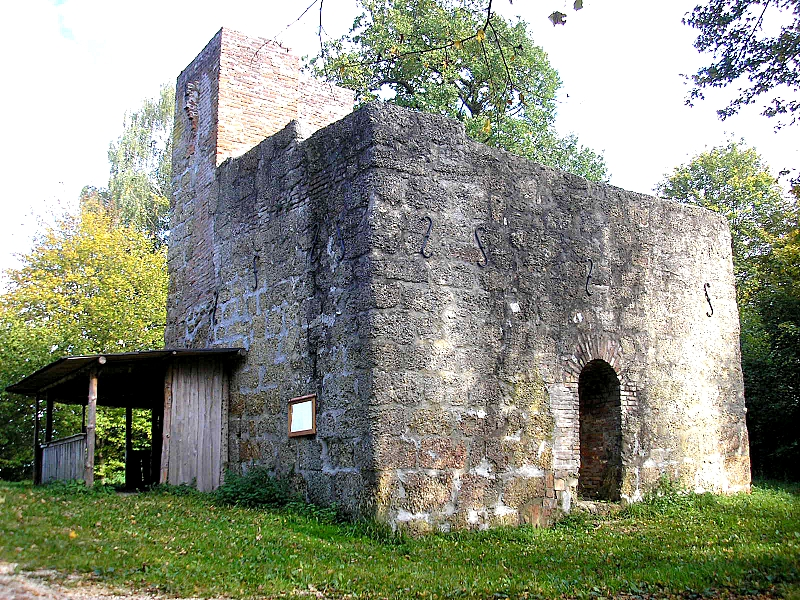
Burg Bocksberg

Im Jahr 1190 wurde erstmals ein Heinrich von Bocksberg genannt. Sein Geschlecht trug einen schwarzen Steinbock auf einem Vierberg im Wappen. Die Ritter von Bocksberg waren Edelfreie im Hochstift Augsburg. Als dieses Geschlecht ausgestorben war, erscheinen die Marschalken von Bocksberg als Dienstmannen des Hochstifts. 1379 erwarb die Augsburger Patrizierfamilie Rehm die Herrschaft. Im Jahr 1462 heiratete Andreas Rieter von Kornburg in die Familie ein und 1542 ging die Herrschaft an die Herren von Stetten. 1613 kaufte Hans Friedrich Schertlin von Burtenbach die Herrschaft und veräußerte sie im selben Jahr zusammen mit Emersacker und Laugna an Marquardt und Max Philipp Fugger. 1635 wurde die Burg im Dreißigjährigen Krieg zerstört und nicht mehr aufgebaut. Die Verwaltung der Herrschaft übernahm die Fugger’sche Familienstiftung, die ihren Verwaltungssitz in das Schloss nach Laugna verlegte.

## Besitzungen
- Bocksberg (42 Anwesen), Emersacker (90 Anwesen), Hinterbuch (11 Anwesen), Kaag (2 Anwesen), Laugna (84 Anwesen), Lauterbrunn (54 Anwesen), Modelshausen (9 Anwesen)[1]